# Synagoga Dura Európos
Synagoga Dura Európos je unikátně zachovaná starověká synagoga ve starobylém městě Dura Európos u řeky Eufrat na území dnešní Sýrie, která byla nalezena roku 1932. Synagoga se stala známou kvůli zachovalým nástěnným malbám biblických scén, které ukazují, že starozákonní zákaz zpodobnění lidí v synagogách nebyl ve 3. století respektován všemi židovskými komunitami.

## Historie a popis
Synagoga byla postavena v letech 244 až 245, o čemž svědčí nápis napsaný v aramejštině, který byl nalezen při vykopávkách. Další nápis v řečtině uvádí jméno zakladatele synagogy. Synagoga stála u zdi města a roku 256 byla během výstavby opevnění proti Sasánovcům zasypána pískem. Proto se v ní fresky zachovaly v dobrém stavu.

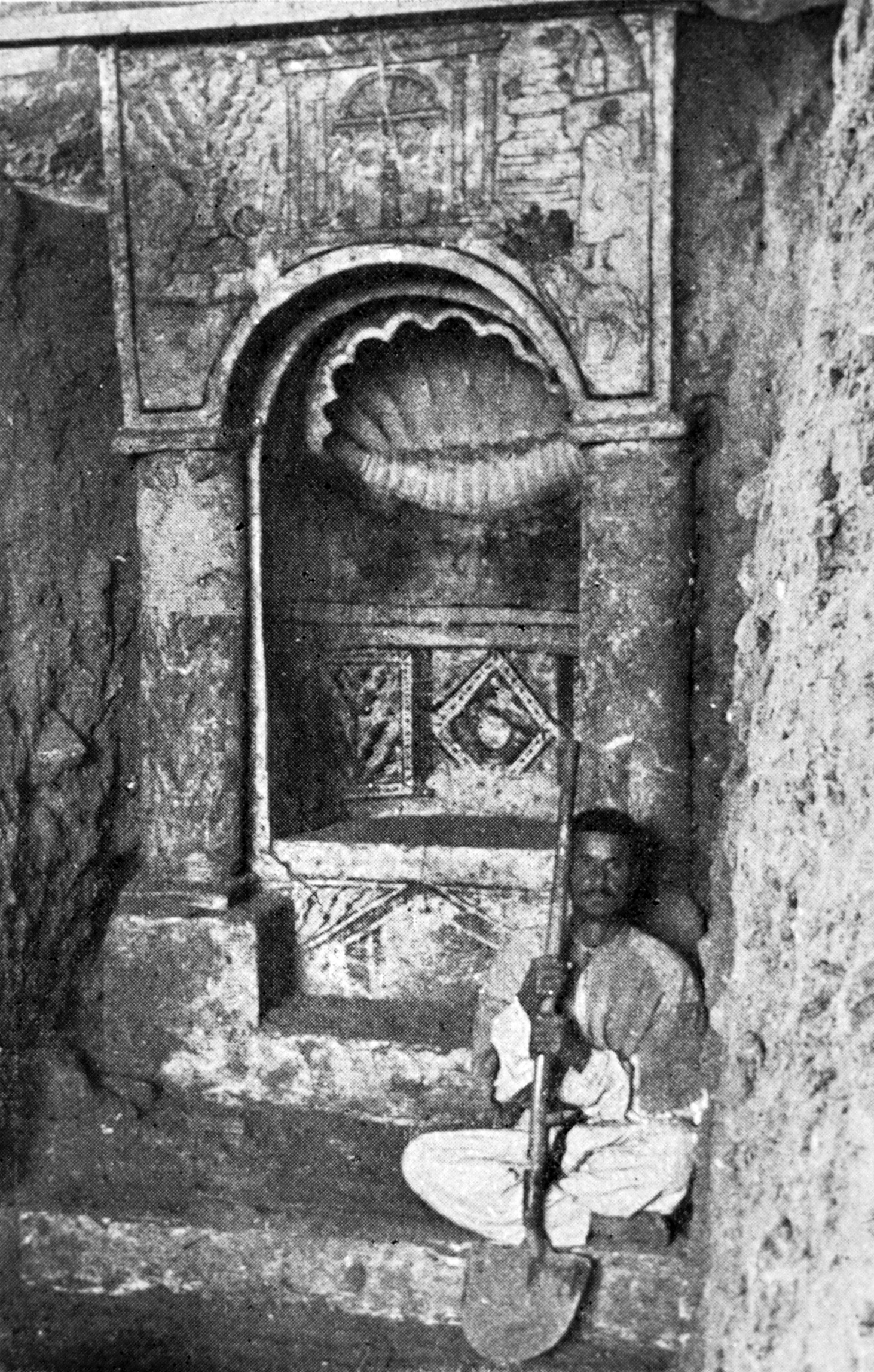
Výklenek Tóry (fotografie byla pořízena v roce 1933)

Synagoga měla výšku asi 7 m, hlavní sál měl velikost 7,68 × 13,35 m a podél zdí byly umístěny lavice. V západní stěně, čelem k Jeruzalému, byl půlkruhový výklenek pro uložení svitků Tóry. Během vykopávek byly pod synagogou nalezeny pozůstatky staré budovy z konce 2. století až počátku 3. století. Budova měla rozměry 4,6 × 10,85 m a byla vyzdobena květinovými a geometrickými vzory.

## Výzdoba
Na stěnách synagogy jsou fresky biblických scén a pohanské symboly a obrazy. Každá nástěnná malba je uzavřena v obdélníkovém rámečku a oddělena od ostatních květinovými ornamenty. Fresky zobrazují čtyři výjevy ze života Mojžíše, scény ze života Samuela, Davida, Šalomouna, Jákoba, Ezechiela a jiných biblických postav, odchod Židů z Egypta, přechod přes Rudé moře, Ahasvera s Ester a Archu úmluvy.
Fresky zdobí stěny synagogy biblickými postavami proroků, což vede vědce k závěru, že ve 3. století ne všechny židovské komunity respektovaly starozákonní zákaz zpodobnění lidí (zákaz plynul z výkladu zákona, protože zpodobnění by mohlo být chápáno jako modloslužba). Styl fresek historik Michail Rostovtsev popsal jako „mezopotámský“, odvozený od syrské tradice, který není spojen s helénistickým uměním.

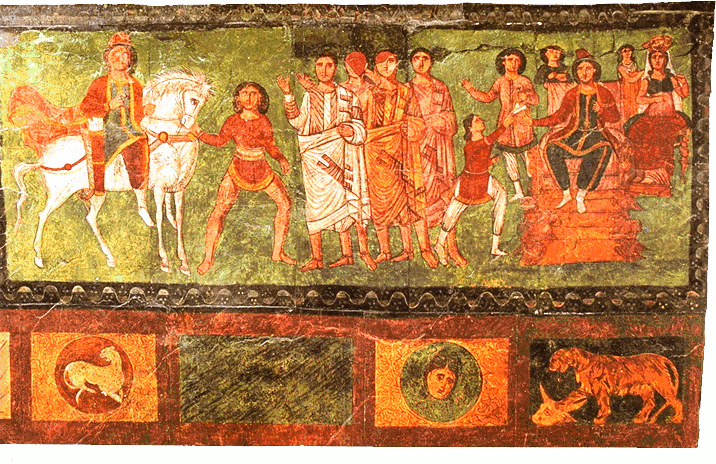
Kniha Ester

Primitivní a čistě orientální styl malby lze považovat za jednu z variant východního křesťanského umění. Postavy jsou zachyceny z čelní strany, jejich tváře jsou monotónní a hlavní postavy se často opakují v téže scéně několikrát.
Hlavní postavy na freskách biblických postav jsou zachyceny v řeckém oděvu, ozbrojenci mají římskou výzbroj, některé další postavy jsou oblečeny v parthských oděvech. V určitých případech umělci věrně zobrazili biblický popis věcí, např. archu úmluvy a židovské náboženské atributy menora, cedrát a lulav. 
Fresky jsou dnes vystaveny v muzeu v Damašku.